# Ards (borough)
Ards (irsk: nAird Uladh) er et distrikt og borough (en enhedskommune) i Nordirland. Kommunen blev oprettet i 1973, og den administreres af Ards Borough Council. 
Ards ligger i det traditionelle grevskab Down. Distriktets hovedby hedder Newtownards.
54°31′16″N 5°44′49″V / 54.521°N 5.747°V